# Bócsa
Bócsa este un sat în districtul Kiskőrös, județul Bács-Kiskun, Ungaria, având o populație de 1.809 locuitori (2011). 

## Demografie
Componența etnică a satului Bócsa
     Maghiari (96,46%)
     Germani (1,22%)
     Necunoscut (0,97%)
     Alții (1,35%)
Componența confesională a satului Bócsa
     Romano-catolici (54,23%)
     Reformați (9,01%)
     Luterani (7,35%)
     Fără religie (4,2%)
     Necunoscută (23,99%)
     Alte religii (2,21%)
Conform recensământului din 2011, satul Bócsa avea 1.809 locuitori. Din punct de vedere etnic, majoritatea locuitorilor (96,46%) erau maghiari, cu o minoritate de germani (1,22%). Apartenența etnică nu este cunoscută în cazul a 0,97% din locuitori.  Din punct de vedere confesional, majoritatea locuitorilor (54,23%) erau romano-catolici, existând și minorități de reformați (9,01%), luterani (7,35%) și persoane fără religie (4,2%). Pentru 23,99% din locuitori nu este cunoscută apartenența confesională.